# Vinniler
Vinniler er i nordisk mytologi navnet på et folk, måske Langobarderne, som lå i strid med Vandalerne.
De viser forholdet mellem Odin og Frigg. Odin er sejrsgud og ønskede at give vandalerne sejren, mens Frigg helst så vinnilerne vinde. For at afslutte striden med sin hustru erklærede Odin, at han ville give sejren til dem, han så først næste morgen. Odin vidste, at hans seng stod sådan, at han så vandalerne først. Men Frigg drejede sengen mens Odin sov, og næste morgen så han vinnilerne først og gav dem sejren.

## Alternativ version
I en anden version sender Frigg et sendebud til vinnilerne, som beder dem om at klæde sig ud som vildmænd og rejse så langt mod øst, som de kan. Frigg er nemlig klar over, at Odin altid ser mod øst, når han om morgenen sætter sig på lidskjalv.
Ganske som forventet spørger Odin næste morgen sin hustru, hvad det dog er for nogle mærkelige mænd, der har klædt sig ud og står så langt mod øst, og Frigg svarer at det såmænd er vinnilerne, og Odin må give dem sejren.